# Practicomp 4000
A Practicomp 4000 kisszámítógépet a VILATI gyártotta az 1970-es évek közepén, abban a korban, amikor mindenki számítógépet akart gyártani, akár foglalkozott ezzel korábban, akár nem. A VILATI az utóbbiak közé tartozott, nagy cég volt, a nevét az egész országban és külföldön is elterjedt forgalomirányító lámparendszerekkel szerezte, a gyártási hátteret pedig többek között az Egerben felépített nyomtatottáramkör-gyártó nagyüzeme jelentette. A gépet fejlesztő részleg a Budapest belvárosában levő Ó utcában volt, ami nem volt egy Szilicium-völgy. Egy zsúfolt nagy teremben folyt minden a Practicomp tervezésétől a gyártáson át az értékesítési tevékenység. Volt, hogy két főosztályvezető osztozott egy nagyobbacska íróasztalon. Ennek ellenére a gép elkészült és összesen kb. 100 darabot gyártottak belőle nagyrészt hazai piacra, de néhány példány eljutott a Szovjetunióba is. Bár a gép civil gazdasági és tudományos feladatokra készült, 40 darabot a Magyar Néphadsereg állított üzembe, igaz, nem harcászati célokra, hanem számvitelre. Bár a gép még képességnövelő fejlesztés alatt állt, elsöpörte a számítástechnika hallatlan fejlődése, 1973-ban készült az első példány, 1980-ban (?) az utolsó. A gépet Kaiser Mihály és Lászlófy Balázs tervezték, előbbi a rendszer hardver terveit és az alapszoftvert, utóbbi a gyártási tevékenységet.

## A hardver

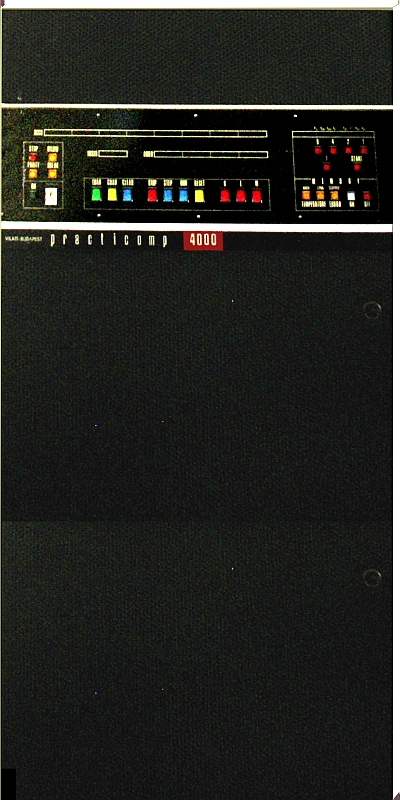
A Practicomp 4000 központi egysége

A Practicomp a maga korában – kb. 10 évvel a személyi számítógépek elterjedése előtt – a kisszámítógépek kategóriájába tartozott, teljesítménye, mérete és ára alapján is. Már nem töltött meg egy szobát, egyetlen központi egység szekrénye egy 200 literes hűtőszekrényre emlékeztetett, ezen kívül volt a Prepaline konzolasztal, ami a Practicompnál jobban ismert, viszonylag elterjedt Prepamat offlájn lyukszalagos adatrögzítő asztalnak volt az onlájn változata. A központi egységről egy gombnyomással lekapcsolva adatrögzítő asztalként is működött. Önállóan nagyobb karriert futott be, később a lyukszalagot floppylemez váltotta benne.
A Practicomp központi egységében helyezkedett el a központi számítóegység, a memóriablokk és volt még hely további eszközök beépítésére.
A központi egység szószervezésű volt, szavanként 32 bittel. Egy tárolóegységben két gépi kódú utasítás vagy adat helyezkedett el, de lehetett a teljes szóban ún. hosszúszavas adatot is elhelyezni. Nem nagyon terjedt el, a gazdasági felhasználás nem igényelte, de volt a központi processzornak tudományos felhasználáshoz egy 96 bites szószervezésű kiegészítése matematikai műveletgyorsító hardverrel, ez a későbbi személyi számítógépek matematikai koprocesszorának felelt meg.
Memória szempontjából a gép igen egyszerű volt, nem volt külön operatív tár és háttértár, minden operatív tárolás a maximum 8000 szavas belső memóriában fért el. Ami már nem kellett azonnal, azt a konzolasztalban levő PerfoMOM 35 gyártmányú lyukszalag lyukasztóra kellett küldeni. A bemenő adatokat is egy PerfoMOM 35 lyukszalag olvasóról kérhette be a program. Vagyis csak soros be- és kiviteli művelet volt lehetséges, véletlen hozzáférés az operatív táron kívül levő adatokhoz nem volt.
A max. 8000 szavas központi memória három változatban létezett, összesűrítve a fejlődés 10-20 évét. A VILATI saját szellemi termékeként legelőször létrehozott egy érdekes konstrukciójú flexibilis mágneslemezes memóriát (de nem floppylemezt, bár az sokkal jobb lett volna, ha már létezik). A mágnesfelületet két oldalán sűrített levegős megfúvás tartotta az író/olvasó fejtől azonos távolságban. Ez a nagy hibalehetőséget magában hordó megoldás csak az első néhány tucat gépnél működött, később lecserélték a drágább, de sokkal biztonságosabb megoldásokra.
Átmeneti megoldásként volt a Practicomphoz 8000 szavas ferritgyűrűs memória is, ami nagyon üzembiztosan működött, csak túl drága volt az alacsony árfekvésűnek szánt kisszámítógépbe.
A végső, tömeges megoldást az ún. „scratch pad” félvezető memória jelentette, ami már a jelenlegi RAM memóriacsipekhez hasonló egységekből állt, csak egyetlen mai memóriacsip több adatot tárol, mint a Practicomp fiókméretben teljes 32 kilobájtja. A 70-es évek közepén már látszott, hogy ez lesz a jövő, ami bebizonyosodott 10 év múlva, a személyi számítógépek elterjedésével.
A központi egység homloklapján volt még egy csomó LED és kapcsoló. Előbbi lehetett vizuálisan ellenőrizni a központi egység regisztereinek tartalmát, lépésenként haladva akár a főregiszter (akkumulátor) tartalmának változását is látni lehetett, vagyis az éppen benne levő utasítás vagy adat (természetesen gépi kódban és binárisan). A kapcsolókkal a szokásos üzemmódváltásokat, léptetést stb. lehetett foganatosítani, és innen lehetett utasítani a konzolt is. A programok beindítása és futtatása úgy történt, hogy a konzolon levő lyukszalagolvasóba betették a program lyukszalagját, majd a központi egység homlokpaneljén megnyomták a „beolvas” és a „futtat” gombokat.
Később egy igen rövid, mintegy arasznyi "tartós" lyukszalag (mylar) darabka mint IPL ("Initial Program Loader") segítségével floppyról lehetett betölteni a mindenkori alkalmazást. Ezt a rendszert kissé nagyképű (és kissé szerencsétlen) névválasztással FOS ("Floppy Operating System) néven a PÁÉV "számítóközpontjában" fejlesztették ki 1980-81-ben, és alkalmazták attól kezdve.
Felismerve a Practicomp tárolási hiányosságait, mágneses tárolók beillesztése is megtörtént. A központi egységgel egyező méretű szekrényekben építettek be 2 db. MOM gyártmányú 8" méretű, 180 KB kapacitású floppylemezt, illetve egy 1 MB kapacitású merevlemezes tárolót (Discmom EC 5050; ez egy 1 lemezes, 256  sávos egység volt, 256 fix író-olvasó fejjel). Ez meghosszabbította a (főleg honvédségi) gépek használatát, de a Practicomp alapvető processzorteljesítménye és működési rendje nem változott. Hiába voltak mágneses tárolók, pl. az operációs rendszert csak lyukszalagról lehetett beolvasni a konzolon keresztül.

## Perifériák

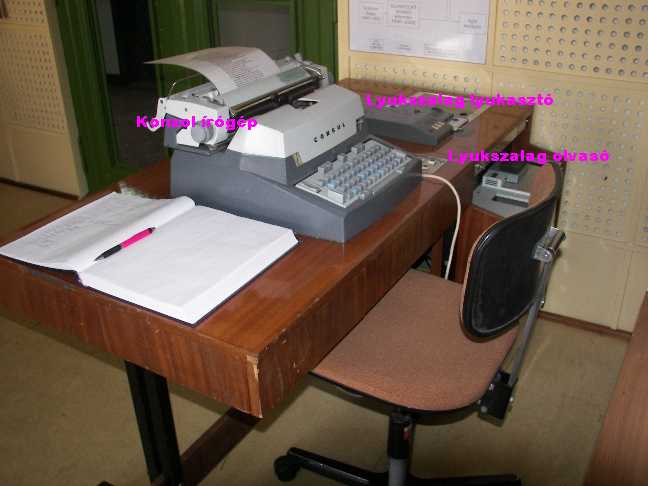
A Prepaline konzolasztal

A ki és bevitel fő eszköze a Prepaline konzolasztal volt, ami egy Consul elektromos konzolírógépet, egy-egy PerfoMOM 35 gyártmányú nyolcbites lyukszalag olvasót és lyukasztót tartalmazott. Ezekkel a Practicomp teljes értékű munkát tudott végezni a gazdasági-tudományos élet bármely területén. Persze abban az időben már léteztek a nagyobb tömegű adatok, információk ki és beviteléhez szükséges eszközök, sornyomtatók, képernyős megjelenítők is. A Practicompon ezek nem képezték az alapkonfiguráció részét, opcionális tartozékok voltak. Csatolásukra volt a központi egységben egy opcionális buszrendszerű periféria csatoló, aminek aljazataiba VT100 szabványú képernyős konzolt (display) és lengyel gyártmányú DZM180 mátrixos sornyomtatót lehetett bekapcsolni. A sor nyilván még bővült volna, de a felhasználók ennyivel is megvoltak az alatt a 4-5 év alatt, amíg a Practicompot az erősebb, nagyobb tudású utódok le nem váltották. Előbb a "nagyobb" kisszámítógépek, azután az asztali és személyi számítógépek.

## Szoftver
A Practicomp szoftver ellátása az alkalmazói környezethez igazodott. Biztosította a minimális alapszoftvert és nagyban épített a későbbi felhasználó saját szakembereinek operatív munkájára. (Ettől függetlenül a VILATI-nak volt alkalmazás fejlesztő részlege, ami üzleti alapon besegített a felhasználóknak.)
A gép működésének biztos alapját egy autokód szintű programozási nyelv biztosította, aminek használata ugyan kicsit kényelmetlen volt, és speciális tudást igényelt a magas szintű programozási nyelvekhez képest, viszont maximálisan biztosította a gép hardver lehetőségeinek kihasználását. Ez a kissé fellengzősen "assemblernek" nevezett mnemonikus gépi kód címkehívásos lehetőséget is tartalmazott, és a maga módján rendkívül hatásos programozási eszköz volt.
Magas szintű nyelvként egy igen "kiherélt" Basic Fortran is rendelkezésre állt, de a tapasztalatok szerint ennek használatához a Practicomp gyenge volt, bár egyszerű és sürgős feladatokat meg lehetett vele oldani.

## Practicomp 4000 alkalmazások
- Nyomdai szövegfeldolgozás a debreceni Alföldi Nyomdában.

A saját fejlesztésű POLICOMP kiadványszerkesztő szoftverrel történt, ami újabb hardvereken 25 évvel túlélte a Practicomp-ot. (Éles alkalmazásba nem került, mert mire üzemkész lett, a Practicompot lecserélte a cég.) Ez volt az első (és talán egyetlen) hazai fejlesztésű, a magyar tipográfiai hagyományt alkalmazó programcsomag, aminek nyugati versenytársai korábban és később is sokkal nagyobb teljesítményű és költségesebb gépeken futottak. Emellett vállalatgazdálkodási feladatok is folytak a gépen a leváltásig.
- Aszfalt-bekeverés építés folyamatvezérlése a Közúti Építő Vállalat debreceni igazgatóságánál.

A debreceni Apafán levő aszfaltbekeverő telep vezérlésévét látta el egy gép korszerű, radioizotópos mérőállomás (Bitatron) mérései alapján szabályozva a bitumen-kőzúzalék bekeverési arányokat. De nem csak ezt az egyetlen telepet, hanem URH rádiókapcsolattal még a mezőpeterdi és komádi telephelyét is.
- A Debreceni Víz és Csatornaműveknél és nyíregyházi testvérvállalatánál vállalatgazdálkodási feladatok ellátása.
- A nyíregyházi gumigyárban vállalatgazdálkodási (?) feladatok ellátása.
- A Magyar Néphadsereg 40(?) gépet vásárolt számviteli feladatok ellátására a ceglédi laktanyában levő központtal.
- Iskolai informatika oktatás a csurgói Perczel Mór Gimnáziumban.
- Folyamatszabályozó rendszer a Practicomp alapján a Dunai Vasműben.
- Szabolcs megyei Építő és Szerelő Vállalat, 1973: anyagszükségleti számítások, nyilvántartás, munkaütemezési feladatok.[2]
- MAHART Magyar Hajózási RT: kísérletek készletgazdálkodási rendszer kifejlesztésére, a gép kapacitásának figyelembevételével a ráfordított munka azonban erre nem volt elégséges. A gépet később a Honvédség vette át.
- Pest Megyei Állami Építőipari Vállalat (PÁÉV): két PC-4000 egységgel a teljes bérfeldolgozás, később a teljes fuvarnyilvántartási rendszer is ezeken a gépeken futott a hetvenes évek közepétől a nyolcvanas évek közepéig, ill. még azon is túl.

## A Practicomp 4000 értékelése
A Practicomp egy korszakváltás határán a számítástechnikai kultúra "demokratizálódásának" terméke volt. Korábban a közepes és nagy kapacitású (és méretű) számítógépek üzemeltetése, programozása professzionálisan erre létrejött vállalatok, számítóközpontok dolga volt. A kisebb gazdasági vállalkozások, kutatóintézetek megrendelőként keresték fel azokat, elvégeztetve a kitűzött feladatokat. Ez több szempontból is célszerűtlen volt.
Az intézet számítógépes szakemberei nem értettek az elvégzendő munka szakmai részéhez, ami állandó "tolmácsolási" munkával járt. Az intézetek inkább a vállalatot igyekeztek belefaragni a már kifejlesztett szoftvereik keretébe, mint új felhasználóbarát megoldásokat kidolgozni.
Emellett a távoli számítóközpontokban nem lehetett operatív munkát végezni, a papíron (jó esetben adathordozón) beküldött napi adatok elavultak, mire feldolgozásra kerültek.
Még a leginnovatívabb kisvállalatok, kutatóhelyek (ha nem tellett nekik egy nagy gépre) akár saját szakembergárdájuk birtokában is kimaradtak a korszerű számítástechnika operatív alkalmazásából. A szakma csúcsaként a lyukastábla-programozású ún. szervezőautomaták szintjére jutottak. Ebbe a körbe robbant be a Practicomp 4000, ami egy szervezőautomata árfekvésében már univerzális számítógépet nyújtott (megelőzve a későbbi sztárt, a Videoton ESZR rendszerűnek mondott, többszörös árú R-10 gépét.) Nagyobb tudása és az ESZR rendszer preferálása miatt az R-10 győzött, a Practicomp fejlesztése leállt, és korlátozott képességei miatt az 1970-es évek végére a szakma túllépett rajta. (Bár a csak itt létező célalkalmazások még évekig mentek.) A Practicomp és hasonló kortársai (EMG 666, (R-10, Odra, Mera, Robotron) sok vállalatot, kutatóintézetet indítottak meg a számítógépes kultúra útján, a szakembereik és a feladat orientált, operatív feldolgozások biztosításával.